# سوبر ميغا بيسبول
سوبر ميغا بيسبول (بالإنجليزية: Super Mega Baseball)‏، هي لعبة فيديو إلكترونية من نوع رياضة كرة القاعدة، طورت من قبل شركة ميتل هيد سوفتوير في مدينة فيكتوريا بمحافظة كولومبيا البريطانية التابعة لدولة كندا، تعمل لنظامي التشغيل بلاي ستيشن 3 وبلاي ستيشن 4 وإكس بوكس ون، وصدرت اللعبة المجانية في شهر أكتوبر سنة 2016م لحساب إكس بوكس آركيد لايف.